# Trenitalia France
Trenitalia France S.A.S., fino al 18 dicembre 2012 Trenitalia-Veolia Transdev (TVT) e fino al 14 ottobre 2021 Thello S.A.S., è un'azienda francese di proprietà del gruppo italiano Trenitalia, che effettua servizi ferroviari passeggeri a lunga percorrenza tra la Francia e l'Italia.
La società, nata come joint venture tra Veolia Transport e Trenitalia, era controllata al 100% da quest'ultima a partire dal 6 settembre 2016 ed era quindi parte del gruppo Ferrovie dello Stato Italiane.
La trazione dei suoi treni era affidata a imprese ferroviarie dei due Paesi.
Al 2014, il presidente e amministratore delegato era Albert Alday.

## Storia

Logo Thello (2012-2022)

La società nacque il 15 febbraio 2010 come joint venture tra il gruppo Ferrovie dello Stato Italiane e Veolia Transport Rail SAS, per gestire un servizio di trasporto ferroviario tra Italia e Francia e per operare sul mercato del Regno Unito. Il capitale sociale iniziale fu di 1 500 000 euro.
La nascita della nuova impresa venne provocata indirettamente dall'acquisto del 20% di Nuovo Trasporto Viaggiatori (NTV) da parte della Société Nationale des Chemins de fer Français (SNCF). Nello stesso periodo, NTV si era posta in Italia come concorrente di Trenitalia nel settore dell'alta velocità e per questo motivo la seconda società sciolse Artesia, la joint venture con l'impresa francese a cui in precedenza erano stati affidati i servizi transfrontalieri tra l'Italia e la Francia.
L'azienda modificò la ragione sociale in Trenitalia Veolia Transdev il 9 settembre 2011 (alcuni mesi prima Veolia Transport e Transdev si fusero assieme per formare Veolia Transdev) e si presentò alla stampa il 6 ottobre seguente, dopo aver ottenuto il 30 settembre 2011 la licenza di impresa ferroviaria dal Ministero dei Trasporti francese.
Il primo servizio con la denominazione commerciale di Thello partì l'11 dicembre dello stesso anno con una coppia di corse sulla tratta notturna Parigi-Milano-Venezia. Il 9 dicembre dell'anno seguente fu avviata una nuova relazione collegante Roma Termini a Paris Gare de Lyon.
Pochi giorni dopo l'inizio del secondo collegamento, il 18 dicembre, fu modificata la ragione sociale dell'impresa, che venne adeguata alla denominazione commerciale dei servizi effettuati.
La relazione Parigi-Roma durò soltanto un anno: venne soppressa il 15 dicembre 2013 con l'introduzione del nuovo orario.

### Pandemia di COVID-19 e cessazione dei servizi
L’azienda fu duramente colpita dalla pandemia di COVID-19. Tra il 9 e il 10 marzo 2020, giornate in cui il governo italiano annunciò l'istituzione di un lockdown sull'intero territorio nazionale per contenere i contagi (che sarebbe durato fino al successivo 18 maggio), tutti i treni di Thello, sia diurni sia notturni, vennero soppressi. Al momento sembrava che la sospensione dovesse durare fino ai primi di aprile; in seguito il servizio notturno venne totalmente eliminato, mentre quello diurno ricominciò il 4 giugno 2020 con due sole coppie di treni, limitatamente alla tratta compresa fra Milano e Nizza. Fra maggio e luglio del 2020, parte del materiale rotabile utilizzato per i collegamenti notturni tra Venezia e Parigi venne trasferito in un deposito a Surbo (provincia di Lecce). Dal 7 agosto 2020 i due treni Thello diurni che non erano stati riattivati vennero rimpiazzati da due treni InterCity di Trenitalia sulla tratta Milano-Ventimiglia e viceversa.
Il 30 settembre 2020 il sindacato francese CFDT Cheminots diramò un comunicato denunciando l'intenzione della società di sopprimere totalmente i collegamenti diurni fra Milano e la Costa Azzurra. Alla fine di gennaio 2021 venne soppressa una delle due coppie residue e il 30 giugno 2021 l'ultimo EuroCity della società lasciò Nizza alla volta di Milano; questo treno venne poi limitato a Diano a causa dell'investimento di una persona, con i passeggeri che furono trasportati con autobus sostitutivi fino alla stazione di Andora, dove venne data loro la possibilità di raggiungere le destinazioni finali.
A partire dal 1º luglio 2021 i treni Thello Milano-Nizza sono stati sostituiti, solamente per quanto riguarda la tratta italiana tra Milano e Ventimiglia, da quattro treni Frecciabianca di Trenitalia con lo stesso tracciato, le stesse tracce orarie e le stesse fermate ma titoli di viaggio più costosi (i servizi da e per la Costa Azzurra, infatti, in Italia avevano prezzi allineati a quelli dei treni InterCity, collocati in una fascia di mercato inferiore ai Frecciabianca); dall'estate 2022 tali tracce vengono invece assegnate a treni InterCity, ri-allineando anche i prezzi.

### La rinascita
Il 28 agosto 2021 alcuni dipendenti Thello hanno condotto un treno Frecciarossa 1000 dalla stazione italiana di Torino Porta Nuova a quella francese di Parigi Lione, in una corsa di pre-esercizio effettuata in vista dell'istituzione di servizi di linea con tali convogli tra Milano e Parigi.
Il 14 ottobre 2021 Thello cambia denominazione in Trenitalia France.
I collegamenti Frecciarossa tra Milano Centrale e Parigi Gare de Lyon operati da Trenitalia France vengono ufficialmente attivati il 18 dicembre 2021; essi si pongono in affiancamento e concorrenza ai servizi già effettuati da SNCF Voyages Italia con i convogli francesi TGV sullo stesso percorso (con il capolinea italiano a Milano Porta Garibaldi), rispetto ai quali, tuttavia, presentano tempi di percorrenza inferiori, in quanto gli elettrotreni italiani, tra Milano e Torino, viaggiano sulla linea ad alta velocità, che invece i TGV non possono utilizzare in quanto sono sprovvisti del sistema di segnalamento ERTMS.
Nel mese di dicembre 2022 la società comunica che il primo anno di attività del collegamento ad alta velocità Milano-Parigi ha raggiunto gli obiettivi prefissati.
Dal 27 agosto 2023 il collegamento Frecciarossa Milano - Parigi è sospeso a causa di una grande frana caduta nella valle della Maurienne, che ha reso inagibile la linea ferroviaria fra l'Italia e la Francia; la ripresa del servizio, a seguito dei lavori di ripristino, è prevista per il 1° aprile 2025.
Il 30 gennaio 2025 Trenitalia France ha effettuato la prima prova con due Frecciarossa 1000 in comando multiplo sulla rete ferroviaria Francese.
Il primo servizio in comando multiplo verrà effettuato il 14 febbraio 2025.
Il 15 giugno 2025, Trenitalia France attiva anche il collegamento con i Frecciarossa 1000 da Parigi a Marsiglia, con fermate intermedie a Lione Saint-Exupéry, Avignone TGV e Aix-en-Provence TGV.

## Servizi
La relazione ad alta velocità tra Milano (Centrale) e Parigi (Gare de Lyon), attiva giornalmente con 2 coppie di corse dal mese di dicembre 2021, effettua fermate intermedie presso le stazioni di: Torino Porta Susa - Bardonecchia - Modane - Chambery/Challes-les-Eaux - Lyon (Part-Dieu).
I Frecciarossa Milano-Parigi di Trenitalia France presentano dei servizi differenti rispetto ai treni omologhi in servizio nazionale in Italia, in quanto i livelli di servizio sono 3 anziché 4, ovvero Executive, Business e Standard (nei treni italiani è presente anche il livello Premium, intermedio tra Standard e Business); i livelli Business e Standard sono poi suddivisi in Area Silenzio ed Area Allegro, divisione non presente nei Frecciarossa interni. 
La relazione notturna svolta tra Venezia (Santa Lucia) e Parigi (Gare de Lyon), operativa giornalmente con una coppia di corse (classificate come EuroNight) fino al mese di febbraio 2020, effettuava fermate intermedie presso le stazioni di: Dijon - Milano (Centrale) - Brescia - Verona (Porta Nuova) - Vicenza - Padova - Venezia (Mestre). Dal 1º settembre 2013, per circa un anno, la fermata di Milano è stata effettuata presso la stazione di Milano Lambrate anziché presso quella di Milano Centrale.
La relazione diurna svolta tra Milano (Centrale) e Marsiglia (St. Charles), operativa giornalmente con 3 coppie di corse (classificate come EuroCity) fino al mese di giugno 2021, effettuava fermate intermedie presso le stazioni di: Pavia - Voghera - Genova (Piazza Principe) - Savona - Finale Ligure Marina - Albenga - Alassio - Diano - Imperia - Sanremo - Ventimiglia - Monaco (Monte Carlo) - Nice (Ville) - Antibes - Cannes - Saint Raphael - Toulon. Delle tre coppie di treni, solo una, e solo in determinati giorni, arrivava e partiva da Marsiglia; gli altri quattro treni si attestavano sempre a Nizza.
Sui treni Thello erano previsti servizi di prima e seconda classe per i collegamenti diurni e tre livelli di servizio, che andavano dalle cuccette a sei posti alla carrozza letto, per quelli notturni. I servizi notturni erano dotati anche di una carrozza ristorante gestita da Gate Gourmet, mentre i collegamenti diurni offrivano un servizio bar a bordo.

## Materiale rotabile
Per le relazioni notturne:
- Carrozze UIC-X;

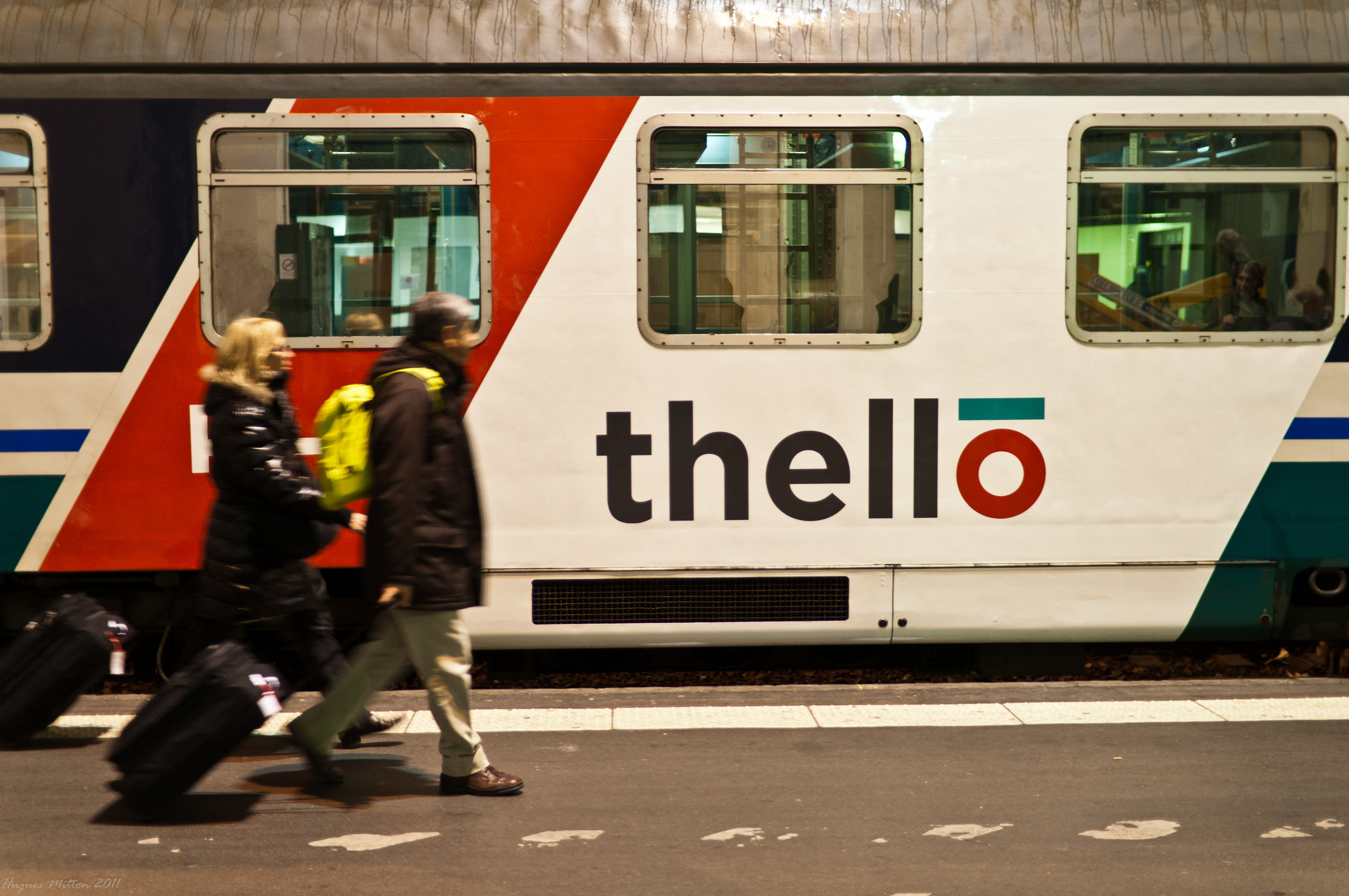
Particolare del primo treno Thello, in partenza da Parigi Gare de Lyon, l'11 dicembre 2011.

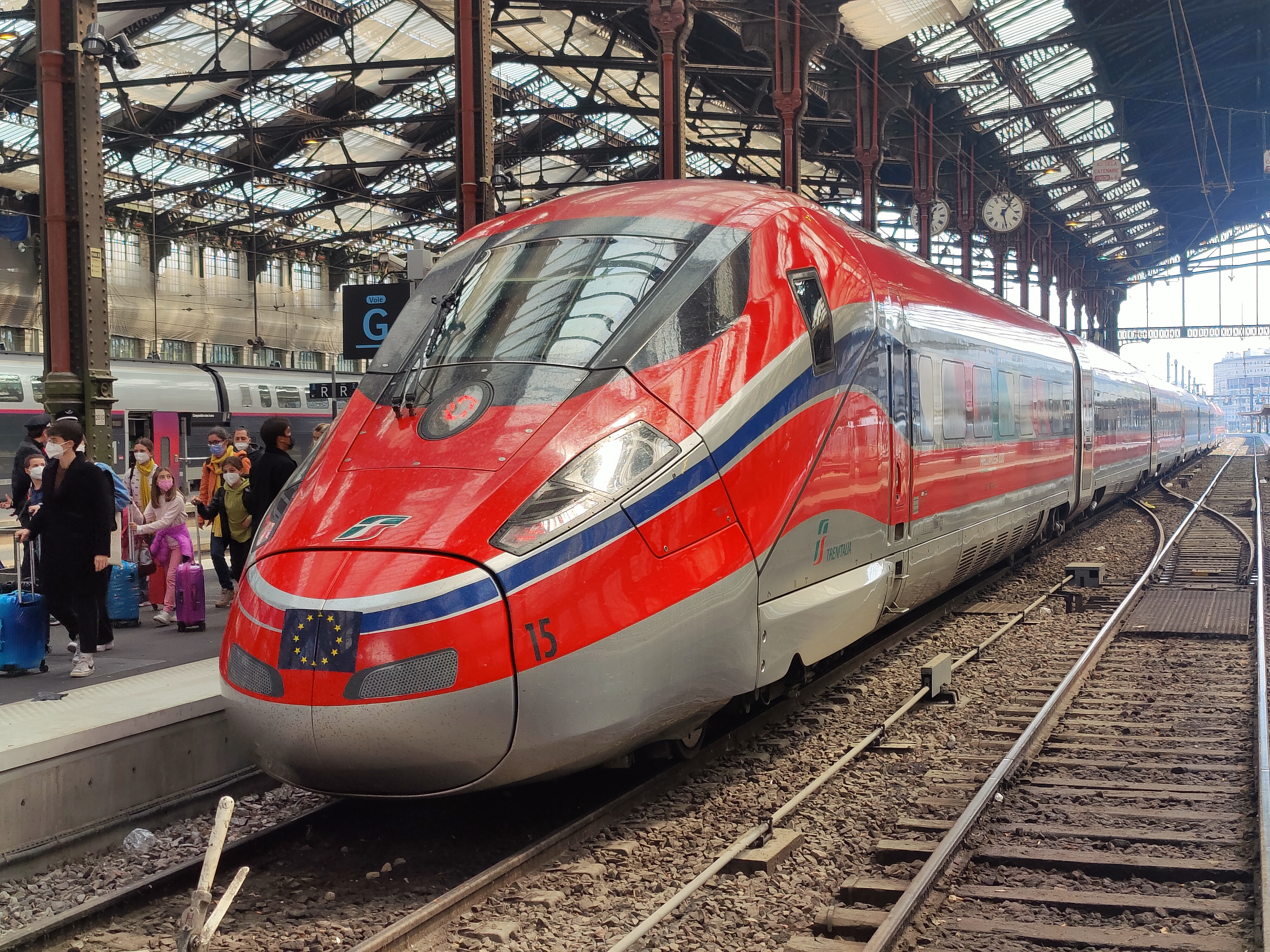
Il convoglio Frecciarossa 1000 numero 15 fermo a Parigi Gare de Lyon il 25 aprile 2022.

- Carrozze letto tipo T2s ristrutturate;
- Carrozze letto tipo MU;
- Carrozze Snack-Bar-Ristorante.

Per le relazioni diurne:
- Carrozze Gran Comfort (1ª classe);
- Carrozze UIC-Z1 (2ª classe);
- Carrozza Semipilota tipo "Z";
- Carrozze BRH
- Frecciarossa 1000

Il servizio ad alta velocità internazionale di Trenitalia France tra Milano e Parigi viene effettuato con elettrotreni Frecciarossa 1000 dotati di una livrea particolare raffigurante il tricolore francese e modificati per poter circolare sulle ferrovie francesi, con i sistemi di sicurezza e segnalamento TVM (per le linee LGV), KVB (per le linee tradizionali) e RSO (Ripetizione Segnali Ottica) e l'adattamento all'alimentazione in corrente continua a 1,5 kV (a cui il treno era già predisposto da progetto).
Quando l'impresa era ancora denominata Thello, in territorio francese la locomotiva utilizzata per i treni era di tipo SNCF BB 36000, presa a nolo da Akiem, società controllata del gruppo SNCF. La sua velocità massima era di 200 km/h, ed essendo in grado di viaggiare sia con alimentazione in corrente alternata a 25 kV - 50 Hz sia con alimentazione in corrente continua a 1,5 kV e 3 kV, avrebbe potuto essere impiegata sia sulla rete francese che su quella italiana.
Nonostante ciò, nelle tratte italiane i treni Thello venivano comunque movimentati da locomotive italiane. Nella relazione fra Roma e Parigi venivano impiegate locomotive E.402B mentre in quella fra Venezia e Parigi i convogli erano affidati in genere a locomotive E.656. Alle relazioni diurne erano generalmente assegnate locomotive E.402B per la tratta fra Milano e Genova, mentre tra Genova e Ventimiglia i convogli erano mossi da locomotive del gruppo E.444R.
Il treno Venezia-Parigi seguiva percorsi diversi a seconda dei giorni della settimana: dal lunedì al venerdì utilizzava la relazione via Modane, mentre il sabato e la domenica transitava da Domodossola e percorreva anche una tratta in Svizzera, tra Domodossola e Vallorbe, in cui la trazione veniva affidata a locomotive delle Ferrovie Federali Svizzere.